# Vitoševac
Vitoševac (en serbe cyrillique : Витошевац) est une localité de Serbie située dans la municipalité de Ražanj, district de Nišava. Au recensement de 2011, elle comptait 1 076 habitants.
Vitoševac est officiellement classé parmi les villages de Serbie.

## Démographie

### Évolution historique de la population
| 1948  | 1953  | 1961  | 1971  | 1981  | 1991  | 2002  | 2011  |
| ----- | ----- | ----- | ----- | ----- | ----- | ----- | ----- |
| 2 132 | 2 227 | 2 193 | 2 000 | 1 828 | 1 535 | 1 277 | 1 076 |

|  |